# Municipio de Washington (condado de Shelby, Indiana)
El municipio de Washington (en inglés, Washington Township) es un municipio del condado de Shelby, Indiana, Estados Unidos. Tiene una población estimada, a mediados de 2021, de 1185 habitantes.

## Geografía
Está ubicado en las coordenadas 39°23′36″N 85°47′42″O / 39.39333, -85.79500. Según la Oficina del Censo de los Estados Unidos, tiene una superficie total de 90.0 km², correspondientes en su totalidad a tierra firme.

## Demografía
Según el censo de 2020, en ese momento había 1223 personas residiendo en la zona. La densidad de población era de 13.6 hab./km². El 93.54 % de los habitantes eran blancos, el 0.65 % eran afroamericanos, el 0.49 % eran amerindios, el 0.16 % eran asiáticos, el 0.90 % eran de otras razas y el 4.25 % eran de una mezcla de razas. Del total de la población, el 1.88 % eran hispanos o latinos de cualquier raza.